# Чемпіонат світу з футболу 2014 (кваліфікаційний раунд, КАФ, другий раунд)
У другому раунді відбору на чемпіонат світу в африканській зоні визначалися 10 збірних, що виходили до третього раунду відбору, в якому вже безпосередньо боролися за п'ять путівок для Африки на світову першість.

## Формат
12 переможців першого раунду та 28 найкращих за рейтингом ФІФА збірних Африки були розбиті на 10 груп по 4 команди і грали за коловою системою в два кола. Переможці груп вийшли до третього раунду. Матчі проводилися з 1 червня 2012 по 10 вересня 2013 років.

## Жеребкування
Склади кошиків для жеребкування були сформані на основі рейтингу ФІФА на липень 2011 року.
| Кошик 1                                                                                          | Кошик 2                                                                                      | Кошик 3                                                                                    | Кошик 4 |
| ------------------------------------------------------------------------------------------------ | -------------------------------------------------------------------------------------------- | ------------------------------------------------------------------------------------------ | --- |
| Кот-д'Івуар · Єгипет · Гана · Буркіна-Фасо · Нігерія · Сенегал · ПАР · Камерун · Алжир · Туніс · | Габон · Лівія · Марокко · Гвінея · Ботсвана · Малаві · Замбія · Уганда · Малі · Кабо-Верде · | Бенін · Зімбабве · ЦАР · Сьєрра-Леоне · Судан · Нігер · Гамбія · Ангола · Кенія† · Того† · | Намібія† · Ліберія† · Мозамбік† · Екваторіальна Гвінея† · Ефіопія† · Лесото† · Руанда† · ДР Конго† · Республіка Конго† · Танзанія† · |

† Переможці першого раунду, що на момент жеребкування не були відомі

## Групи

### Група A
| М  | Команда  | І | В | Н | П | МЗ | МП | РМ | О  |
| -- | -------- | - | - | - | - | -- | -- | -- | -- |
| 1. | Ефіопія  | 6 | 4 | 1 | 1 | 8  | 6  | +2 | 13 |
| 2. | ПАР      | 6 | 3 | 2 | 1 | 12 | 5  | +7 | 11 |
| 3. | Ботсвана | 6 | 2 | 1 | 3 | 8  | 10 | −2 | 7  |
| 4. | ЦАР      | 6 | 1 | 0 | 5 | 5  | 12 | −7 | 3  |

| 2 червня 2012 15:00 UTC+1 |

| ЦАР                | 2–0      | Ботсвана |
| ------------------ | -------- | -------- |
| Кетевоама 19', 49' | Протокол |          |

| Бартелемі Боганда, Бангі Глядачів: 20 000 Арбітр: Бернар Каміль (Сейшели) |

| 3 червня 2012 15:00 UTC+2 |

| ПАР       | 1–1      | Ефіопія     |
| --------- | -------- | ----------- |
| Мфела 77' | Протокол | Саладін 28' |

| Роял Бафокенг, Рустенбург Глядачів: 13 611 Арбітр: Хамада Нампіандраза (Мадагаскар) |

| 9 червня 2012 15:00 UTC+2 |

| Ботсвана | 1–1      | ПАР       |
| -------- | -------- | --------- |
| Нато 38' | Протокол | Гоулд 14' |

| Стадіон Університету Ботсвани, Габороне Глядачів: 7 500 Арбітр: Махамаду Кейта (Малі) |

| 10 червня 2012 16:00 UTC+3 |

| Ефіопія          | 2–0      | ЦАР |
| ---------------- | -------- | --- |
| Саладін 36', 88' | Протокол |     |

| Аддис-Абеба, Аддис-Абеба Глядачів: 25 000 Арбітр: Ентоні Рамзі Рафаель (Малаві) |

| 23 березня 2013 20:15 UTC+2 |

| ПАР                    | 2–0      | ЦАР |
| ---------------------- | -------- | --- |
| Матлаба 33' Паркер 71' | Протокол |     |

| Кейптаун (стадіон), Кейптаун Глядачів: 36 740 Арбітр: Алі Калянго (Уганда) |

| 24 березня 2013 16:00 UTC+3 |

| Ефіопія     | 1–0      | Ботсвана |
| ----------- | -------- | -------- |
| Гетанех 89' | Протокол |          |

| Аддис-Абеба, Аддис-Абеба Глядачів: 22 000 Арбітр: Редуан Джієд (Марокко) |

| 8 червня 2013 15:00 UTC+2 |

| Ботсвана    | 3–0 Техн. | Ефіопія                 |
| ----------- | --------- | ----------------------- |
| Сембова 76' | Протокол  | Гетанех 34' Саладін 45' |

| Лобаце, Лобаце Глядачів: 5 000 Арбітр: Денніс Батте (Уганда) |

| 8 червня 2013 15:00 UTC+1 |

| ЦАР | 0–3      | ПАР                                 |
| --- | -------- | ----------------------------------- |
|     | Протокол | Паркер 26' Тшабалала 41' Машего 90' |

| Стад Ахмаду Ахіджо, Яунде (Камерун) Глядачів: 7 000 Арбітр: Вільям Агбові (Гана) |

| 15 червня 2013 15:00 UTC+2 |

| Ботсвана                                   | 3–2      | ЦАР                       |
| ------------------------------------------ | -------- | ------------------------- |
| Раматлакване 37' (пен.) Нгеле 74' Нато 86' | Протокол | Зімборі-Озінгоні 29', 50' |

| Лобаце, Лобаце Глядачів: 2 500 Арбітр: Жуст Ефрем Зіо (Буркіна-Фасо) |

| 16 червня 2013 16:00 UTC+3 |

| Ефіопія                     | 2–1      | ПАР        |
| --------------------------- | -------- | ---------- |
| Гетанех 43' Паркер 70' (аг) | Протокол | Паркер 34' |

| Аддис-Абеба, Аддис-Абеба Глядачів: 22 000 Арбітр: Мохамед Фарук Махмуд (Єгипет) |

| 7 вересня 2013 15:30 UTC+2 |

| ПАР                                           | 4–1      | Ботсвана         |
| --------------------------------------------- | -------- | ---------------- |
| Ерасмус 28' Фурман 45' Паркер 84', 89' (пен.) | Протокол | Раматлакване 73' |

| Мозес Мабіда (стадіон), Дурбан Глядачів: 28,712 Арбітр: Бадара Діатта (Сенегал) |

| 7 вересня 2013 14:30 UTC+1 |

| ЦАР       | 1–2      | Ефіопія                |
| --------- | -------- | ---------------------- |
| Кейта 22' | Протокол | Саладін 48' Тешоме 61' |

| Альфонс Массемба-Деба, Браззавіль (Конго) Глядачів: 1 500 Арбітр: Мохамед Бенуза (Алжир) |

### Група B
| М  | Команда              | І | В | Н | П | МЗ | МП | РМ | О  |
| -- | -------------------- | - | - | - | - | -- | -- | -- | -- |
| 1. | Туніс                | 6 | 4 | 2 | 0 | 13 | 6  | +7 | 14 |
| 2. | Кабо-Верде           | 6 | 3 | 0 | 3 | 9  | 7  | +2 | 9  |
| 3. | Сьєрра-Леоне         | 6 | 2 | 2 | 2 | 10 | 10 | 0  | 8  |
| 4. | Екваторіальна Гвінея | 6 | 0 | 2 | 4 | 6  | 15 | −9 | 2  |

| 2 червня 2012 16:30 UTC±0 |

| Сьєрра-Леоне           | 2–1      | Кабо-Верде   |
| ---------------------- | -------- | ------------ |
| М. Камара 11' Сума 26' | Протокол | Соаріш 90+3' |

| Національний стадіон, Фрітаун Глядачів: 25 000 Арбітр: Вільям Агбові (Гана) |

| 2 червня 2012 18:00 UTC+1 |

| Туніс                       | 3–1      | Екваторіальна Гвінея |
| --------------------------- | -------- | -------------------- |
| Джемаа 51' Хаммамі 56', 86' | Протокол | Ранді 34'            |

| Мустафа Бен Жаннет, Monastir Глядачів: 10 000 Арбітр: Мехді Абід Шаріф (Алжир) |

| 9 червня 2012 18:00 UTC+1 |

| Екваторіальна Гвінея | 2–2      | Сьєрра-Леоне              |
| -------------------- | -------- | ------------------------- |
| Хувеналь 14', 40'    | Протокол | Барлей 22' Т. Бангура 25' |

| Нуево Естадіо де Малабо, Малабо Глядачів: 4 000 Арбітр: Адам Кордьє (Чад) |

| 9 червня 2012 16:30 UTC−1 |

| Кабо-Верде       | 1–2      | Туніс                 |
| ---------------- | -------- | --------------------- |
| Одаїр Фортеш 26' | Протокол | Хеліфа 14' Джемаа 46' |

| Естадіо де Варзеа, Прая Глядачів: 3 600 Арбітр: Редуан Джієд (Марокко) |

| 23 березня 2013 19:10 UTC+1 |

| Туніс                 | 2–1      | Сьєрра-Леоне  |
| --------------------- | -------- | ------------- |
| Дарражі 57' Хазрі 72' | Протокол | А. Камара 74' |

| Олімпійський стадіон, Радес Глядачів: 10 000 Арбітр: Мал Мохамаду (Камерун) |

| 24 березня 2013 17:00 UTC+1 |

| Екваторіальна Гвінея                | 0–3 Техн. | Кабо-Верде                  |
| ----------------------------------- | --------- | --------------------------- |
| Нсуе 3', 16' (пен.), 78' Рінкон 87' | Протокол  | Джаніні 5', 84' Платіні 18' |

| Нуево Естадіо де Малабо, Малабо Глядачів: 8 000 Арбітр: Махамаду Кейта (Малі) |

| 8 червня 2013 16:30 UTC±0 |

| Сьєрра-Леоне           | 2–2      | Туніс                            |
| ---------------------- | -------- | -------------------------------- |
| К. Камара 38' Сума 70' | Протокол | Дарражі 55' (пен.) Бен-Юссеф 89' |

| Національний стадіон, Фрітаун Глядачів: 20 000 Арбітр: Ерік Отого-Кастан (Габон) |

| 8 червня 2013 16:30 UTC−1 |

| Кабо-Верде              | 3–0 Техн. | Екваторіальна Гвінея |
| ----------------------- | --------- | -------------------- |
| Бабанку 17' Джаніні 52' | Протокол  | Хонатас Обіна 54'    |

| Естадіо де Варзеа, Прая Глядачів: 3 500 Арбітр: Елдер Мартінш де Карвалью (Ангола) |

| 15 червня 2013 16:30 UTC−1 |

| Кабо-Верде | 1–0      | Сьєрра-Леоне |
| ---------- | -------- | ------------ |
| Елдон 13'  | Протокол |              |

| Естадіо де Варзеа, Прая Глядачів: 3 500 Арбітр: Ентоні Рамзі Рафаель (Малаві) |

| 16 червня 2013 17:00 UTC+1 |

| Екваторіальна Гвінея | 1–1      | Туніс              |
| -------------------- | -------- | ------------------ |
| Хувеналь 36' (пен.)  | Протокол | Дарражі 64' (пен.) |

| Нуево Естадіо де Малабо, Малабо Глядачів: 8 000 Арбітр: Бернар Каміль (Сейшели) |

| 7 вересня 2013 16:30 UTC±0 |

| Сьєрра-Леоне                                   | 3–2      | Екваторіальна Гвінея      |
| ---------------------------------------------- | -------- | ------------------------- |
| М. Бангура 20' Каргбо 38' (пен.) А. Камара 68' | Протокол | Бермудес 85' Хувеналь 88' |

| Національний стадіон, Фрітаун Глядачів: 3 000 Арбітр: Ель Фаділь Мохамед (Судан) |

| 7 вересня 2013 19:45 UTC+1 |

| Туніс | 3–0 Техн. | Кабо-Верде            |
| ----- | --------- | --------------------- |
|       | Протокол  | Платіні 28' Елдон 42' |

| Олімпійський стадіон (Радес), Радес Глядачів: 9 000 Арбітр: Бакарі Гассама (Гамбія) |

### Група C
| М  | Команда     | І | В | Н | П | МЗ | МП | РМ  | О  |
| -- | ----------- | - | - | - | - | -- | -- | --- | -- |
| 1. | Кот-д'Івуар | 6 | 4 | 2 | 0 | 15 | 5  | +10 | 14 |
| 2. | Марокко     | 6 | 2 | 3 | 1 | 9  | 8  | +1  | 9  |
| 3. | Танзанія    | 6 | 2 | 0 | 4 | 8  | 12 | −4  | 6  |
| 4. | Гамбія      | 6 | 1 | 1 | 4 | 4  | 11 | −7  | 4  |

| 2 червня 2012 16:30 UTC±0 |

| Гамбія      | 1–1      | Марокко    |
| ----------- | -------- | ---------- |
| Джаммех 15' | Протокол | Харджа 76' |

| Стадіон Незалежності, Бакау Глядачів: 15 000 Арбітр: Неант Аліум (Камерун) |

| 2 червня 2012 17:00 UTC±0 |

| Кот-д'Івуар         | 2–0      | Танзанія |
| ------------------- | -------- | -------- |
| Калу 10' Дрогба 71' | Протокол |          |

| Фелікс Упуе-Бвайні, Абіджан Глядачів: 15 000 Арбітр: Слім Джедіді (Туніс) |

| 9 червня 2012 21:00 UTC+1 |

| Марокко                         | 2–2      | Кот-д'Івуар         |
| ------------------------------- | -------- | ------------------- |
| Харджа 42' (пен.) Абураззук 89' | Протокол | Калу 8' К. Туре 60' |

| Марракеш (стадіон), Марракеш Глядачів: 36 000 Арбітр: Гехад Гріша (Єгипет) |

| 10 червня 2012 16:00 UTC+3 |

| Танзанія                     | 2–1      | Гамбія      |
| ---------------------------- | -------- | ----------- |
| Капомбе 61' Нйоні 85' (пен.) | Протокол | М. Сісей 8' |

| Національний стадіон Танзанії, Дар-ес-Салам Глядачів: 20 000 Арбітр: Рузіве Рузіве (Зімбабве) |

| 23 березня 2013 17:00 UTC±0 |

| Кот-д'Івуар                          | 3–0      | Гамбія |
| ------------------------------------ | -------- | ------ |
| Боні 51' (пен.) Я. Туре 57' Калу 70' | Протокол |        |

| Фелікс Упуе-Бвайні, Абіджан Глядачів: 20,000 Арбітр: Ерік Отого-Кастан (Габон) |

| 24 березня 2013 15:00 UTC+3 |

| Танзанія                      | 3–1      | Марокко         |
| ----------------------------- | -------- | --------------- |
| Улімвенгу 46' Самата 67', 79' | Протокол | Ель-Арабі 90+3' |

| Національний стадіон Танзанії, Дар-ес-Салам Глядачів: 40 000 Арбітр: Елдер Мартінш де Карвалью (Ангола) |

| 8 червня 2013 16:30 UTC±0 |

| Гамбія | 0–3      | Кот-д'Івуар                        |
| ------ | -------- | ---------------------------------- |
|        | Протокол | Л. Траоре 12' Боні 61' Я. Туре 89' |

| Стадіон Незалежності, Бакау Глядачів: 24,000 Арбітр: Дженні Сіказве (Замбія) |

| 8 червня 2013 21:00 UTC+1 |

| Марокко                            | 2–1      | Танзанія   |
| ---------------------------------- | -------- | ---------- |
| Хамдаллах 39' (пен.) Ель-Арабі 51' | Протокол | Кіємба 26' |

| Марракеш (стадіон), Марракеш Глядачів: 15 000 Арбітр: Деніел Беннетт (Південна Африка) |

| 15 червня 2013 21:00 UTC+1 |

| Марокко                | 2–0      | Гамбія |
| ---------------------- | -------- | ------ |
| Баррада 3' Беланда 51' | Протокол |        |

| Марракеш (стадіон), Марракеш Глядачів: 15 000 Арбітр: Ель Фаділь Мохамед (Судан) |

| 16 червня 2013 15:00 UTC+3 |

| Танзанія                | 2–4      | Кот-д'Івуар                                      |
| ----------------------- | -------- | ------------------------------------------------ |
| Кіємба 2' Улімвенгу 34' | Протокол | Л. Траоре 13' Я. Туре 23', 43' (пен.) Боні 90+3' |

| Національний стадіон Танзанії, Дар-ес-Салам Глядачів: 60 000 Арбітр: Мехді Абід Шаріф (Алжир) |

| 7 вересня 2013 16:30 UTC±0 |

| Гамбія           | 2–0      | Танзанія |
| ---------------- | -------- | -------- |
| Джарджу 44', 51' | Протокол |          |

| Стадіон Незалежності, Бакау Глядачів: 10 000 Арбітр: Худу Муньємана (Руанда) |

| 7 вересня 2013 17:00 UTC±0 |

| Кот-д'Івуар       | 1–1      | Марокко       |
| ----------------- | -------- | ------------- |
| Дрогба 83' (пен.) | Протокол | Ель-Арабі 52' |

| Фелікс Упуе-Бвайні, Абіджан Глядачів: 20 000 Арбітр: Бернар Каміль (Сейшели) |

### Група D
| М  | Команда | І | В | Н | П | МЗ | МП | РМ  | О  |
| -- | ------- | - | - | - | - | -- | -- | --- | -- |
| 1. | Гана    | 6 | 5 | 0 | 1 | 18 | 3  | +15 | 15 |
| 2. | Замбія  | 6 | 3 | 2 | 1 | 11 | 4  | +7  | 11 |
| 3. | Лесото  | 6 | 1 | 2 | 3 | 4  | 16 | −12 | 5  |
| 4. | Судан   | 6 | 0 | 2 | 4 | 4  | 14 | −10 | 2  |

| 1 червня 2012 17:00 UTC±0 |

| Гана                                                              | 7–0      | Лесото |
| ----------------------------------------------------------------- | -------- | ------ |
| Мунтарі 15' Адія 24', 49' Дж. Аю 45', 89' Атсу 86' Акамінко 90+1' | Протокол |        |

| Баба Яра, Кумасі Глядачів: 38 000 Арбітр: Бадара Діатта (Сенегал) |

| 2 червня 2012 20:00 UTC+3 |

| Судан                      | 0–3 Техн. | Замбія |
| -------------------------- | --------- | ------ |
| Ель-Тахір 50' Саїф Алі 73' | Протокол  |        |

| Аль-Хіляль, Омдурман Глядачів: 18 000 Арбітр: Абубакар Маріо Бангура (Гвінея) |

| 9 червня 2012 15:00 UTC+2 |

| Замбія         | 1–0      | Гана |
| -------------- | -------- | ---- |
| К. Катонго 15' | Протокол |      |

| Леві Мванаваса, Ндола Глядачів: 40 000 Арбітр: Мед Саїд Корді (Туніс) |

| 10 червня 2012 15:00 UTC+2 |

| Лесото | 0–0      | Судан |
| ------ | -------- | ----- |
|        | Протокол |       |

| Сецото, Масеру Глядачів: 4 000 Арбітр: Райнгольд Шиконго (Намібія) |

| 24 березня 2013 15:00 UTC+2 |

| Лесото     | 1–1      | Замбія      |
| ---------- | -------- | ----------- |
| Марабе 88' | Протокол | Мбесума 74' |

| Сецото, Масеру Глядачів: 15 000 Арбітр: Маланг Д'єдью (Сенегал) |

| 24 березня 2013 16:00 UTC±0 |

| Гана                                            | 4–0      | Судан |
| ----------------------------------------------- | -------- | ----- |
| Г'ян 19' Вакасо 38' Воріс 80' Аг'єманг-Баду 83' | Протокол |       |

| Баба Яра, Кумасі Глядачів: 38 000 Арбітр: Ентоні Рамзі Рафаель (Малаві) |

| 7 червня 2013 20:00 UTC+3 |

| Судан                | 1–3      | Гана                      |
| -------------------- | -------- | ------------------------- |
| Ель-Тахір 26' (пен.) | Протокол | Г'ян 20', 57' Мунтарі 83' |

| Аль-Мерріх, Омдурман Глядачів: 3 211 Арбітр: Усман Фаль (Сенегал) |

| 8 червня 2013 15:00 UTC+2 |

| Замбія                                      | 4–0      | Лесото |
| ------------------------------------------- | -------- | ------ |
| Муленга 36', 63' К. Катонго 61' Мбесума 83' | Протокол |        |

| Леві Мванаваса, Ндола Глядачів: 36 000 Арбітр: Алі Лемгайфрі (Мавританія) |

| 15 червня 2013 15:00 UTC+2 |

| Замбія      | 1–1      | Судан       |
| ----------- | -------- | ----------- |
| Муленга 69' | Протокол | Ібрахім 70' |

| Леві Мванаваса, Ндола Глядачів: 37 200 Арбітр: Ерік Отого-Кастан (Габон) |

| 16 червня 2013 15:00 UTC+2 |

| Лесото | 0–2      | Гана             |
| ------ | -------- | ---------------- |
|        | Протокол | Боє 45' Г'ян 82' |

| Сецото, Масеру Глядачів: 1 961 Арбітр: Т'єррі Нкурунзіза (Бурунді) |

| 6 вересня 2013 16:00 UTC±0 |

| Гана                 | 2–1      | Замбія      |
| -------------------- | -------- | ----------- |
| Воріс 17' Асамоа 60' | Протокол | Сінкала 71' |

| Баба Яра, Кумасі Глядачів: 40 000 Арбітр: Джамель Хаймуді (Алжир) |

| 8 вересня 2013 20:00 UTC+3 |

| Судан        | 1–3      | Лесото                                |
| ------------ | -------- | ------------------------------------- |
| Альмадіна 2' | Протокол | Сетурумане 45' Лехоана 75' Коетле 77' |

| Аль-Хіляль, Омдурман Глядачів: 5,000 Арбітр: Сильвестр Кірва (Кенія) |

### Група E
| М  | Команда      | І | В | Н | П | МЗ | МП | РМ | О  |
| -- | ------------ | - | - | - | - | -- | -- | -- | -- |
| 1. | Буркіна-Фасо | 6 | 4 | 0 | 2 | 7  | 4  | +3 | 12 |
| 2. | Конго        | 6 | 3 | 2 | 1 | 7  | 3  | +4 | 11 |
| 3. | Габон        | 6 | 2 | 1 | 3 | 5  | 6  | −1 | 7  |
| 4. | Нігер        | 6 | 1 | 1 | 4 | 6  | 12 | −6 | 4  |

| 2 червня 2012 18:00 UTC±0 |

| Буркіна-Фасо | 0–3 Техн. | Республіка Конго |
| ------------ | --------- | ---------------- |
|              | Протокол  |                  |

| Стад дю 4-аут, Уагадугу Глядачів: 23 904 Арбітр: Бушаїб Ель-Ахраш (Марокко) |

| 3 червня 2012 16:00 UTC+1 |

| Нігер | 3–0 Техн. | Габон |
| ----- | --------- | ----- |
|       | Протокол  |       |

| Стад Женераль Сейні Кунче, Ніамей Глядачів: 20 000 Арбітр: Джамель Хаймуді (Алжир) |

| 9 червня 2012 15:30 UTC+1 |

| Республіка Конго | 1–0      | Нігер |
| ---------------- | -------- | ----- |
| Малонга 89'      | Протокол |       |

| Муніципальний стадіон, Пуент-Нуар Глядачів: 10 500 Арбітр: Худу Муньємана (Руанда) |

| 9 червня 2012 15:30 UTC+1 |

| Габон       | 1–0      | Буркіна-Фасо |
| ----------- | -------- | ------------ |
| Ебанега 57' | Протокол |              |

| Стад д'Онгонджі, Лібревіль Глядачів: 23 000 Арбітр: Усман Фаль (Сенегал) |

| 23 березня 2013 15:30 UTC+1 |

| Республіка Конго | 1–0      | Габон |
| ---------------- | -------- | ----- |
| Самба 61'        | Протокол |       |

| Муніципальний стадіон, Пуент-Нуар Глядачів: 13 000 Арбітр: Бакарі Гассама (Гамбія) |

| 23 березня 2013 18:00 UTC±0 |

| Буркіна-Фасо                                 | 4–0      | Нігер |
| -------------------------------------------- | -------- | ----- |
| Пітруапа 3' Бансе 34' Каборе 77' Накулма 86' | Протокол |       |

| Стад дю 4-аут, Уагадугу Глядачів: 35 000 Арбітр: Нумандьєз Дуе (Кот-д'Івуар) |

| 8 червня 2013 15:30 UTC+1 |

| Габон | 0–0      | Республіка Конго |
| ----- | -------- | ---------------- |
|       | Протокол |                  |

| Стад де Франсвіль, Франсвіль Глядачів: 27 500 Арбітр: Гехад Гріша (Єгипет) |

| 9 червня 2013 16:00 UTC+1 |

| Нігер | 0–1      | Буркіна-Фасо |
| ----- | -------- | ------------ |
|       | Протокол | Пітруапа 80' |

| Стад Женераль Сейні Кунче, Ніамей Глядачів: 18 000 Арбітр: Бамлак Тессема Веєса (Ефіопія) |

| 15 червня 2013 15:30 UTC+1 |

| Республіка Конго | 0–1      | Буркіна-Фасо |
| ---------------- | -------- | ------------ |
|                  | Протокол | Бансе 38'    |

| Муніципальний стадіон, Пуент-Нуар Глядачів: 13 497 Арбітр: Райнгольд Шиконго (Намібія) |

| 15 червня 2013 16:00 UTC+1 |

| Габон                                                        | 4–1      | Нігер   |
| ------------------------------------------------------------ | -------- | ------- |
| П. Обамеянг 42' (пен.), 87' (пен.), 90+7' (пен.) Манга 90+6' | Протокол | Алі 14' |

| Стад де Франсвіль, Франсвіль Глядачів: 12 000 Арбітр: Самуел Ширіндза (Мозамбік) |

| 7 вересня 2013 15:30 UTC±0 |

| Буркіна-Фасо | 1–0      | Габон |
| ------------ | -------- | ----- |
| Накулма 53'  | Протокол |       |

| Стад дю 4-аут, Уагадугу Глядачів: 30 000 Арбітр: Раджиндрапарсад Сечерн (Маврикій) |

| 7 вересня 2013 16:30 UTC+1 |

| Нігер               | 2–2      | Республіка Конго          |
| ------------------- | -------- | ------------------------- |
| Сіссе 35' Дауда 70' | Протокол | Н'Гессі 66' Каполонго 76' |

| Стад Женераль Сейні Кунче, Ніамей Глядачів: 20 000 Арбітр: Коман Кулібалі (Малі) |

### Група F
| М  | Команда | І | В | Н | П | МЗ | МП | РМ | О  |
| -- | ------- | - | - | - | - | -- | -- | -- | -- |
| 1. | Нігерія | 6 | 3 | 3 | 0 | 7  | 3  | +4 | 12 |
| 2. | Малаві  | 6 | 1 | 4 | 1 | 4  | 5  | −1 | 7  |
| 3. | Кенія   | 6 | 1 | 3 | 2 | 4  | 5  | −1 | 6  |
| 4. | Намібія | 6 | 1 | 2 | 3 | 2  | 4  | −2 | 5  |

| 2 червня 2012 16:00 UTC+3 |

| Кенія | 0–0      | Малаві |
| ----- | -------- | ------ |
|       | Протокол |        |

| Міжнародний спортивний центр Мої, Найробі Глядачів: 14 000 Арбітр: Ерік Отого-Кастан (Габон) |

| 3 червня 2012 16:00 UTC+1 |

| Нігерія    | 1–0      | Намібія |
| ---------- | -------- | ------- |
| І. Уче 80' | Протокол |         |

| У. Дж. Есьюен, Калабар Глядачів: 10 000 Арбітр: Халід Абдель Рахман (Судан) |

| 9 червня 2012 14:30 UTC+2 |

| Малаві      | 1–1      | Нігерія      |
| ----------- | -------- | ------------ |
| Банда 90+3' | Протокол | Егвуекве 89' |

| Камузу, Блантайр (Малаві) Глядачів: 25 000 Арбітр: Раджиндрапарсад Сечерн (Маврикій) |

| 9 червня 2012 18:00 UTC+1 |

| Намібія   | 1–0      | Кенія |
| --------- | -------- | ----- |
| Ботес 75' | Протокол |       |

| Стадіон імені Сема Нуйоми, Віндгук Глядачів: 12 000 Арбітр: Джошуа Бондо (Ботсвана) |

| 23 березня 2013 16:00 UTC+1 |

| Нігерія        | 1–1      | Кенія      |
| -------------- | -------- | ---------- |
| Одуамаді 90+4' | Протокол | Кагата 35' |

| У. Дж. Есьюен, Калабар Глядачів: 7 475 Арбітр: Джошуа Бондо (Ботсвана) |

| 23 березня 2013 17:00 UTC+2 |

| Намібія | 0–1      | Малаві     |
| ------- | -------- | ---------- |
|         | Протокол | Мханго 71' |

| Стадіон імені Сема Нуйоми, Віндгук Глядачів: 5 000 Арбітр: Мед Саїд Корді (Туніс) |

| 5 червня 2013 14:30 UTC+2 |

| Малаві | 0–0      | Намібія |
| ------ | -------- | ------- |
|        | Протокол |         |

| Камузу, Блантайр (Малаві) Глядачів: 17 000 Арбітр: Коман Кулібалі (Малі) |

| 5 червня 2013 16:00 UTC+3 |

| Кенія | 0–1      | Нігерія  |
| ----- | -------- | -------- |
|       | Протокол | Муса 80' |

| Міжнародний спортивний центр Мої, Найробі Глядачів: 30 000 Арбітр: Нумандьєз Дуе (Кот-д'Івуар) |

| 12 червня 2013 14:30 UTC+2 |

| Малаві                  | 2–2      | Кенія                       |
| ----------------------- | -------- | --------------------------- |
| Нгаланде 47' Нгамбі 81' | Протокол | Мурунга 53' Чавула 88' (аг) |

| Камузу, Блантайр (Малаві) Глядачів: 13 000 Арбітр: Алі Аделаїд (Коморські Острови) |

| 12 червня 2013 20:00 UTC+1 |

| Намібія      | 1–1      | Нігерія      |
| ------------ | -------- | ------------ |
| Кавенджі 77' | Протокол | Обоабона 82' |

| Стадіон імені Сема Нуйоми, Віндгук Глядачів: 9 000 Арбітр: Менсур Маеруф (Еритрея) |

| 7 вересня 2013 16:00 UTC+1 |

| Нігерія                        | 2–0      | Малаві |
| ------------------------------ | -------- | ------ |
| Еменіке 45+1' Мозес 50' (пен.) | Протокол |        |

| У. Дж. Есьюен, Калабар Глядачів: 8 000 Арбітр: Хамада Нампіандраза (Мадагаскар) |

| 8 вересня 2013 16:00 UTC+3 |

| Кенія    | 1–0      | Намібія |
| -------- | -------- | ------- |
| Овіно 6' | Протокол |         |

| Міжнародний спортивний центр Мої, Найробі Глядачів: 20 000 Арбітр: Гехад Гріша (Єгипет) |

### Група G
| М  | Команда  | І | В | Н | П | МЗ | МП | РМ | О  |
| -- | -------- | - | - | - | - | -- | -- | -- | -- |
| 1. | Єгипет   | 6 | 6 | 0 | 0 | 16 | 7  | +9 | 18 |
| 2. | Гвінея   | 6 | 3 | 1 | 2 | 13 | 8  | +5 | 10 |
| 3. | Мозамбік | 6 | 0 | 3 | 3 | 2  | 10 | −8 | 3  |
| 4. | Зімбабве | 6 | 0 | 2 | 4 | 4  | 9  | −5 | 2  |

| 1 червня 2012 20:00 UTC+2 |

| Єгипет                 | 2–0      | Мозамбік |
| ---------------------- | -------- | -------- |
| Фатхалла 55' Зідан 62' | Протокол |          |

| Борж Ель-Араб, Александрія Глядачів: 0 Арбітр: Сильвестр Кірва (Кенія) |

| 3 червня 2012 15:00 UTC+2 |

| Зімбабве | 0–1      | Гвінея        |
| -------- | -------- | ------------- |
|          | Протокол | І. Траоре 27' |

| Національний спортивний стадіон, Хараре Глядачів: 30 000 Арбітр: Раджиндрапарсад Сечерн (Маврикій) |

| 10 червня 2012 15:00 UTC+2 |

| Мозамбік | 0–0      | Зімбабве |
| -------- | -------- | -------- |
|          | Протокол |          |

| Естадіо ду Зімпету, Мапуту Глядачів: 26 000 Арбітр: Алі Калянго (Уганда) |

| 10 червня 2012 17:00 UTC±0 |

| Гвінея                              | 2–3      | Єгипет                               |
| ----------------------------------- | -------- | ------------------------------------ |
| А. Камара 20' (пен.) А. Бангура 88' | Протокол | Абутріка 58', 66' (пен.) Салах 90+3' |

| Стадіон 28 вересня, Конакрі Глядачів: 14 000 Арбітр: Неант Аліум (Камерун) |

| 24 березня 2013 15:00 UTC+2 |

| Мозамбік | 0–0      | Гвінея |
| -------- | -------- | ------ |
|          | Протокол |        |

| Естадіо ду Зімпету, Мапуту Глядачів: 25 000 Арбітр: Ель Фаділь Мохамед (Судан) |

| 26 березня 2013 19:00 UTC+2 |

| Єгипет                           | 2–1      | Зімбабве   |
| -------------------------------- | -------- | ---------- |
| Абд Рабо 64' Абутріка 88' (пен.) | Протокол | Мусона 74' |

| Борж Ель-Араб, Александрія Глядачів: 10 000 Арбітр: Бадара Діатта (Сенегал) |

| 9 червня 2013 15:00 UTC+2 |

| Зімбабве              | 2–4      | Єгипет                          |
| --------------------- | -------- | ------------------------------- |
| Мусона 21' Звасія 81' | Протокол | Абутріка 5' Салах 40', 76', 83' |

| Національний спортивний стадіон, Хараре Глядачів: 40 000 Арбітр: Бакарі Гассама (Гамбія) |

| 9 червня 2013 17:00 UTC±0 |

| Гвінея                                                                | 6–1      | Мозамбік            |
| --------------------------------------------------------------------- | -------- | ------------------- |
| М. Яттара 15', 90' С. Діалло 33', 45' (пен.) І. Траоре 76' Діарра 81' | Протокол | Домінґеш 44' (пен.) |

| Стадіон 28 вересня, Конакрі Глядачів: 14 000 Арбітр: Куаме Н'Дрі (Кот-д'Івуар) |

| 16 червня 2013 15:00 UTC+2 |

| Мозамбік | 0–1      | Єгипет    |
| -------- | -------- | --------- |
|          | Протокол | Салах 40' |

| Естадіу да Машава, Мапуту Глядачів: 25 000 Арбітр: Дженні Сіказве (Замбія) |

| 16 червня 2013 17:00 UTC±0 |

| Гвінея        | 1–0      | Зімбабве |
| ------------- | -------- | -------- |
| М. Яттара 37' | Протокол |          |

| Стадіон 28 вересня, Конакрі Глядачів: 14 000 Арбітр: Хамада Нампіандраза (Мадагаскар) |

| 8 вересня 2013 15:00 UTC+2 |

| Зімбабве    | 1–1      | Мозамбік    |
| ----------- | -------- | ----------- |
| Мамбаре 42' | Протокол | Манінью 69' |

| Руфаро, Хараре Глядачів: 7 000 Арбітр: Махамаду Кейта (Малі) |

| 10 вересня 2013 16:00 UTC+2 |

| Єгипет                                          | 4–2      | Гвінея                   |
| ----------------------------------------------- | -------- | ------------------------ |
| Галі 38' Абутріка 51' (пен.) Салах 83' Закі 86' | Протокол | Ель-Абд 4' (аг) Сума 57' |

| Ель-Гуна, Ель-Гуна Глядачів: 0 Арбітр: Бамлак Тессема Веєса (Ефіопія) |

### Група H
| М  | Команда | І | В | Н | П | МЗ | МП | РМ | О  |
| -- | ------- | - | - | - | - | -- | -- | -- | -- |
| 1. | Алжир   | 6 | 5 | 0 | 1 | 13 | 4  | +9 | 15 |
| 2. | Малі    | 6 | 2 | 2 | 2 | 7  | 7  | 0  | 8  |
| 3. | Бенін   | 6 | 2 | 2 | 2 | 8  | 9  | −1 | 8  |
| 4. | Руанда  | 6 | 0 | 2 | 4 | 3  | 11 | −8 | 2  |

| 2 червня 2012 20:30 UTC+1 |

| Алжир                                  | 4–0      | Руанда |
| -------------------------------------- | -------- | ------ |
| Фегулі 26' Судані 31', 82' Слімані 79' | Протокол |        |

| Стадіон імені Мустафи Тшакера, Бліда Глядачів: 30 000 Арбітр: Бакарі Гассама (Гамбія) |

| 3 червня 2012 16:00 UTC+1 |

| Бенін          | 1–0      | Малі |
| -------------- | -------- | ---- |
| Омотойоссі 18' | Протокол |      |

| Стад де л'Амітіє, Котону Глядачів: 20 000 Арбітр: Дженні Сіказве (Замбія) |

| 10 червня 2012 15:30 UTC+2 |

| Руанда            | 1–1      | Бенін          |
| ----------------- | -------- | -------------- |
| Бокота 86' (пен.) | Протокол | Омотойоссі 74' |

| Стад Амахоро, Кігалі Глядачів: 15 000 Арбітр: Бамлак Тессема Веєса (Ефіопія) |

| 10 червня 2012 19:00 UTC±0 |

| Малі                 | 2–1      | Алжир      |
| -------------------- | -------- | ---------- |
| Н'Діає 30' Маїга 81' | Протокол | Слімані 6' |

| Стад дю 4-аут, Уагадугу (Буркіна-Фасо) Глядачів: 5 847 Арбітр: Деніел Беннетт (Південна Африка) |

| 24 березня 2013 15:30 UTC+2 |

| Руанда      | 1–2      | Малі                      |
| ----------- | -------- | ------------------------- |
| Каджере 36' | Протокол | Самасса 49' А. Траоре 54' |

| Стад Амахоро, Кігалі Глядачів: 10 000 Арбітр: Хамада Нампіандраза (Мадагаскар) |

| 26 березня 2013 20:30 UTC+1 |

| Алжир                               | 3–1      | Бенін      |
| ----------------------------------- | -------- | ---------- |
| Фегулі 10' Таїдер 59' Слімані 90+2' | Протокол | Жестед 26' |

| Стадіон імені Мустафи Тшакера, Бліда Глядачів: 32 000 Арбітр: Раджиндрапарсад Сечерн (Маврикій) |

| 9 червня 2013 16:00 UTC+1 |

| Бенін      | 1–3      | Алжир                     |
| ---------- | -------- | ------------------------- |
| Жестед 31' | Протокол | Слімані 38', 42' Гіля 78' |

| Шарль де Голь, Порто-Ново Глядачів: 8 000 Арбітр: Неант Аліум (Камерун) |

| 9 червня 2013 18:00 UTC±0 |

| Малі       | 1–1      | Руанда      |
| ---------- | -------- | ----------- |
| Н'Діає 78' | Протокол | Каджере 33' |

| 26 березня, Бамако Глядачів: 30 000 Арбітр: Мед Саїд Корді (Туніс) |

| 16 червня 2013 15:30 UTC+2 |

| Руанда | 0–1      | Алжир      |
| ------ | -------- | ---------- |
|        | Протокол | Таїдер 51' |

| Стад Амахоро, Кігалі Глядачів: 15 000 Арбітр: Якуба Кейта (Гвінея) |

| 16 червня 2013 18:00 UTC±0 |

| Малі                           | 2–2      | Бенін                        |
| ------------------------------ | -------- | ---------------------------- |
| Самасса 14' (пен.) Діабате 69' | Протокол | Сессеньйон 7' Омотойоссі 31' |

| 26 березня, Бамако Глядачів: 30 000 Арбітр: Бушаїб Ель-Ахраш (Марокко) |

| 8 вересня 2013 16:00 UTC+1 |

| Бенін                  | 2–0      | Руанда |
| ---------------------- | -------- | ------ |
| Поте 36' Бабатунде 53' | Протокол |        |

| Шарль де Голь, Порто-Ново Глядачів: 16 872 Арбітр: Абубакар Маріо Бангура (Гвінея) |

| 10 вересня 2013 20:30 UTC+1 |

| Алжир      | 1–0      | Малі |
| ---------- | -------- | ---- |
| Судані 50' | Протокол |      |

| Стадіон імені Мустафи Тшакера, Бліда Глядачів: 23 500 Арбітр: Ерік Отого-Кастан (Габон) |

### Група I
| М  | Команда  | І | В | Н | П | МЗ | МП | РМ | О  |
| -- | -------- | - | - | - | - | -- | -- | -- | -- |
| 1. | Камерун  | 6 | 4 | 1 | 1 | 8  | 3  | +5 | 13 |
| 2. | Лівія    | 6 | 2 | 3 | 1 | 5  | 3  | +2 | 9  |
| 3. | ДР Конго | 6 | 1 | 3 | 2 | 3  | 3  | 0  | 6  |
| 4. | Того     | 6 | 1 | 1 | 4 | 4  | 11 | −7 | 4  |

| 2 червня 2012 15:30 UTC+1 |

| Камерун                | 1–0      | ДР Конго |
| ---------------------- | -------- | -------- |
| Шупо-Мотінг 54' (пен.) | Протокол |          |

| Стад Ахмаду Ахіджо, Яунде Глядачів: 10 000 Арбітр: Деніел Беннетт (Південна Африка) |

| 3 червня 2012 15:30 UTC±0 |

| Того       | 1–1      | Лівія     |
| ---------- | -------- | --------- |
| Дамессі 8' | Протокол | Зувай 16' |

| Стад де Кеге, Ломе Глядачів: 15 000 Арбітр: Коман Кулібалі (Малі) |

| 10 червня 2012 15:30 UTC+1 |

| ДР Конго                     | 2–0      | Того |
| ---------------------------- | -------- | ---- |
| Мпуту 23' Мбокані 81' (пен.) | Протокол |      |

| Стад де Мартир, Кіншаса Глядачів: 50 000 Арбітр: Мохамед Фарук Махмуд (Єгипет) |

| 10 червня 2012 17:00 UTC+1 |

| Лівія                | 2–1      | Камерун         |
| -------------------- | -------- | --------------- |
| Зувай 6' Аніаш 90+3' | Протокол | Шупо-Мотінг 15' |

| Стад Таїеб Мірі, Сфакс (Туніс) Глядачів: 1 000 Арбітр: Менсур Маеруф (Еритрея) |

| 23 березня 2013 15:30 UTC+1 |

| Камерун               | 2–1      | Того       |
| --------------------- | -------- | ---------- |
| Ето'о 41' (пен.), 82' | Протокол | Воме 45+1' |

| Стад Ахмаду Ахіджо, Яунде Глядачів: 30 000 Арбітр: Джамель Хаймуді (Алжир) |

| 24 березня 2013 15:30 UTC+1 |

| ДР Конго | 0–0      | Лівія |
| -------- | -------- | ----- |
|          | Протокол |       |

| Стад де Мартир, Кіншаса Глядачів: 53 500 Арбітр: Вільям Агбові (Гана) |

| 7 червня 2013 17:30 UTC+2 |

| Лівія | 0–0      | ДР Конго |
| ----- | -------- | -------- |
|       | Протокол |          |

| 11 червня, Триполі Глядачів: 35 000 Арбітр: Джошуа Бондо (Ботсвана) |

| 9 червня 2013 15:30 UTC±0 |

| Того                  | 0–3 Техн. | Камерун |
| --------------------- | --------- | ------- |
| Амеву 31' Атакора 71' | Протокол  |         |

| Стад де Кеге, Ломе Глядачів: 20 000 Арбітр: Раджиндрапарсад Сечерн (Маврикій) |

| 14 червня 2013 18:00 UTC+2 |

| Лівія                              | 2–0      | Того |
| ---------------------------------- | -------- | ---- |
| Аль-Бадрі 7' (пен.) Амеву 17' (аг) | Протокол |      |

| 11 червня, Триполі Глядачів: 40 000 Арбітр: Мохамед Бенуза (Алжир) |

| 16 червня 2013 15:30 UTC+1 |

| ДР Конго | 0–0      | Камерун |
| -------- | -------- | ------- |
|          | Протокол |         |

| Стад де Мартир, Кіншаса Глядачів: 80 000 Арбітр: Бадара Діатта (Сенегал) |

| 8 вересня 2013 15:30 UTC+1 |

| Камерун   | 1–0      | Лівія |
| --------- | -------- | ----- |
| Шеджу 41' | Протокол |       |

| Стад Ахмаду Ахіджо, Яунде Глядачів: 35 000 Арбітр: Нумандьєз Дуе (Кот-д'Івуар) |

| 8 вересня 2013 15:30 UTC±0 |

| Того                        | 2–1      | ДР Конго         |
| --------------------------- | -------- | ---------------- |
| Лалавеле 35' Алоенуво 90+3' | Протокол | Ебунга-Сімбі 81' |

| Стад де Кеге, Ломе Глядачів: 16 000 Арбітр: Бушаїб Ель-Ахраш (Марокко) |

### Група J
| М  | Команда | І | В | Н | П | МЗ | МП | РМ | О  |
| -- | ------- | - | - | - | - | -- | -- | -- | -- |
| 1. | Сенегал | 6 | 3 | 3 | 0 | 9  | 4  | +5 | 12 |
| 2. | Уганда  | 6 | 2 | 2 | 2 | 5  | 6  | −1 | 8  |
| 3. | Ангола  | 6 | 1 | 4 | 1 | 8  | 6  | +2 | 7  |
| 4. | Ліберія | 6 | 1 | 1 | 4 | 4  | 10 | −6 | 4  |

| 2 червня 2012 18:00 UTC±0 |

| Сенегал                       | 3–1      | Ліберія |
| ----------------------------- | -------- | ------- |
| Бальде 33' Н'Доє 71' Мане 83' | Протокол | До 15'  |

| Стад Леопольд Сенгор, Дакар Глядачів: 15 000 Арбітр: Нумандьєз Дуе (Кот-д'Івуар) |

| 3 червня 2012 16:00 UTC+1 |

| Ангола    | 1–1      | Уганда   |
| --------- | -------- | -------- |
| Джалма 7' | Протокол | Окві 88' |

| 11 листопада, Луанда Глядачів: 48 000 Арбітр: Гехад Гріша (Єгипет) |

| 9 червня 2012 16:00 UTC+3 |

| Уганда               | 1–1      | Сенегал   |
| -------------------- | -------- | --------- |
| Валусімбі 87' (пен.) | Протокол | Сіссе 37' |

| Національний стадіон, Кампала Глядачів: 30 000 Арбітр: Мохамед Бенуза (Алжир) |

| 10 червня 2012 16:00 UTC±0 |

| Ліберія | 0–0      | Ангола |
| ------- | -------- | ------ |
|         | Протокол |        |

| Антуанет Тубман, Монровія Глядачів: 15 000 Арбітр: Алі Лемгайфрі (Мавританія) |

| 23 березня 2013 17:00 UTC±0 |

| Сенегал | 1–1      | Ангола    |
| ------- | -------- | --------- |
| Соу 40' | Протокол | Амару 75' |

| Стадіон 28 вересня, Конакрі (Гвінея) Глядачів: 13 500 Арбітр: Неант Аліум (Камерун) |

| 24 березня 2013 16:00 UTC±0 |

| Ліберія            | 2–0      | Уганда |
| ------------------ | -------- | ------ |
| Вле 32' Лаффор 50' | Протокол |        |

| Семюел Каньйон До, Монровія Глядачів: 25 000 Арбітр: Мохамед Фарук Махмуд (Єгипет) |

| 8 червня 2013 16:00 UTC+3 |

| Уганда     | 1–0      | Ліберія |
| ---------- | -------- | ------- |
| Мавадже 4' | Протокол |         |

| Національний стадіон, Кампала Глядачів: 8 400 Арбітр: Адам Кордьє (Чад) |

| 8 червня 2013 16:00 UTC+1 |

| Ангола     | 1–1      | Сенегал   |
| ---------- | -------- | --------- |
| Афонсу 51' | Протокол | Сіссе 23' |

| 11 листопада, Луанда Глядачів: 40 000 Арбітр: Бернар Каміль (Сейшели) |

| 15 червня 2013 16:00 UTC+3 |

| Уганда               | 2–1      | Ангола  |
| -------------------- | -------- | ------- |
| Окві 83' Мавадже 89' | Протокол | Жуб 57' |

| Національний стадіон, Кампала Глядачів: 40 000 Арбітр: Редуан Джієд (Марокко) |

| 16 червня 2013 16:00 UTC±0 |

| Ліберія | 0–2      | Сенегал               |
| ------- | -------- | --------------------- |
|         | Протокол | Сіссе 18' (пен.), 53' |

| Семюел Каньйон До, Монровія Глядачів: 35 000 Арбітр: Девіс Омвено (Кенія) |

| 7 вересня 2013 16:00 UTC+1 |

| Ангола                                      | 3–0 Техн. | Ліберія    |
| ------------------------------------------- | --------- | ---------- |
| Гведіш 2' Мабулулу 48' Афонсу 61' Абдул 64' | Протокол  | Маколі 79' |

| Національний стадіон Тундавала, Лубанго Глядачів: 3 000 Арбітр: Слім Джедіді (Туніс) |

| 7 вересня 2013 21:00 UTC+1 |

| Сенегал  | 1–0      | Уганда |
| -------- | -------- | ------ |
| Мане 85' | Протокол |        |

| Марракеш (стадіон), Марракеш (Марокко) Глядачів: 2 000 Арбітр: Деніел Беннетт (Південна Африка) |

## Бомбардири
У 120 матчах було забито 282 голи, тобто в середньому 2,35 голи за гру.
6 голів